# Список заслуженных мастеров спорта России по волейболу
Звание «Заслуженный мастер спорта России» было учреждено в 1992 году; первым заслуженным мастером спорта России по волейболу стала в 1998 году Зоя Юсова, чьи успехи пришлись на 1970-е годы.
Положение о звании (и ныне действующее, и прежние) автоматически гарантирует присвоение звания за призовое место на Олимпийских играх или победу на чемпионате мира; в остальных случаях звание может быть присвоено по сумме достижений.
           В списке у каждого ЗМС указываются:

 год рождения (или годы жизни);

 клуб и город на момент присвоения звания (у выступающих за пределами России — последний город в СССР / России);

 основные достижения на международной арене на момент присвоения звания. 

## Волейбол

### 1998
- Юсова, Зоя Фёдоровна (1948) — серебряный призёр ОИ 1976.

### 1999
Звание присвоено всем 12 волейболистам — победителям Кубка мира 1999 года:
- Герасимов, Александр Георгиевич (1975; «УЭМ-Изумруд», Екатеринбург);
- Горюшев, Валерий Леонидович (1973; Италия — «Кунео»; Одинцово);
- Динейкин, Станислав Анатольевич (1973; Италия — «Парма»; Нижневартовск);
- Казаков, Алексей Валерьевич (1976; Италия — «Модена»; Одинцово);
- Митьков, Евгений Викторович (1973; Германия — «Фридрихсхафен»; Новосибирск);
- Олихвер, Руслан Иосифович (1969; Италия — «Кунео») — заслуженный мастер спорта СССР (единственный из волейболистов, удостоенный обоих званий)[1];
- Савельев, Илья Евгеньевич (1971; Италия — «Парма»; Москва);
- Тетюхин, Сергей Юрьевич (1975; Италия — «Парма»; Белгород);
- Ушаков, Константин Анатольевич (1970; «Белогорье-Динамо», Белгород);
- Хамутцких, Вадим Анатольевич (1969; Турция — «Эрдемирспор»; Белгород);
- Шулепов, Игорь Юрьевич (1972; Япония — «Джей-Ти»; Екатеринбург);
- Яковлев, Роман Николаевич (1976; Италия — «Форли»; Белгород).

### 2000
Мужчины
- Кулешов, Алексей Владимирович (1979; «Белогорье-Динамо», Белгород) — серебряный призёр ОИ 2000.

Женщины
Звание присвоено за достижения в 1999 году (победа на чемпионате Европы и «серебро» Кубка мира) и серебряным призёрам Олимпийских игр 2000 года:
- Артамонова, Евгения Викторовна (1975; Турция — «Эджзаджибаши»; Екатеринбург);
- Беликова, Анастасия Александровна (1979; «Уралочка», Екатеринбург);
- Василевская, Елена Васильевна (1978; «Уралочка», Екатеринбург);
- Гамова, Екатерина Александровна (1980; «Уралочка», Екатеринбург);
- Година, Елена Михайловна (1977; «Уралочка», Екатеринбург);
- Грачёва, Татьяна Александровна (1973; «Уралтрансбанк», Екатеринбург);
- Морозова, Наталья Игоревна (1973; «Уралочка», Екатеринбург);
- Поташова, Ольга Дмитриевна (1976; «Уралочка», Екатеринбург);
- Саргсян, Инесса Евгеньевна (1975; «Уралтрансбанк», Екатеринбург);
- Сафронова, Наталья Андреевна[2] (1979; «Уралтрансбанк», Екатеринбург);
- Тебенихина, Ирина Викторовна[3] (1978; «Уралтрансбанк», Екатеринбург);
- Тищенко, Елизавета Ивановна (1975; «Уралочка», Екатеринбург);
- Шашкова, Любовь Владимировна (1977; «Уралочка», Екатеринбург).

### 2003
Звание присвоено группе ветеранов советского волейбола.
- Борщ, Виктор Николаевич (1948) — серебряный призёр ЧМ 1974, бронзовый призёр ОИ 1972.
- Гордиенко, Александр Леонидович (1965) — чемпион Европы 1987.
- Гуреева, Людмила Николаевна (1943) — серебряный призёр ОИ 1964.
- Евтеева (Луканина), Нинель Васильевна (1937) — чемпионка Европы 1963, серебряный призёр ОИ 1964.
- Жигилий (Борозна), Людмила Васильевна (1951) — олимпийская чемпионка 1972, чемпионка Европы 1977, победительница КМ 1973, серебряный призёр ЧМ 1974, бронзовый призёр ЧМ 1978.
- Зайко, Леонид Николаевич (1945) — чемпион Европы 1971, серебряный призёр ЧМ 1974, бронзовый призёр ОИ 1972.
- Кирьякова, Марина Михайловна (1959) — серебряный призёр ЧЕ 1987, бронзовый призёр КМ 1985.
- Клигер (Тихонина), Тамара Петровна (1937) — чемпионка Европы 1963, серебряный призёр ОИ 1964 и ЧМ 1962.
- Сапега, Юрий Николаевич (1965—2005) — чемпион Европы 1991, серебряный призёр ОИ 1988 и ЧМ 1986, бронзовый призёр ЧМ 1990.
- Черкасова, Татьяна Николаевна (1959) — чемпионка Европы 1979, серебряный призёр ЧЕ 1981, бронзовый призёр КМ 1981.
- Чёрный, Александр Васильевич (1961) — чемпион Европы 1987.
- Чеснокова, Галина Александровна (1934) — чемпионка Европы 1963, серебряный призёр ЧМ 1962.

### 2004
Звание присвоено призёрам Олимпийских игр 2004 года, не имевшим звания.
Женщины (серебряные призёры):
- Коруковец, Александра Петровна (1976; «Университет», Белгород);
- Николаева, Ольга Викторовна (1972; «Ленинградка», Санкт-Петербург);
- Плотникова, Елена Михайловна (1978; «Уралочка-НТМК», Екатеринбург) — также: чемпионка Европы 1999, 2001, бронзовый призёр ЧМ 2002;
- Чуканова, Ольга Викторовна (1980; «Уралочка-НТМК», Екатеринбург) — также: чемпионка Европы 1997, бронзовый призёр ЧМ 2002;
- Шешенина, Марина Игоревна (1985; «Динамо», Московская область).

Мужчины (бронзовые призёры):
- Абрамов, Павел Сергеевич (1979; Япония — «Торэй Эрроуз»; Москва) — также: серебряный призёр ЧМ 2002;
- Баранов, Сергей Андреевич (1981; «Локомотив-Белогорье», Белгород);
- Вербов, Алексей Игоревич (1982; «Локомотив-Белогорье», Белгород);
- Егорчев, Андрей Николаевич (1978; «Локомотив-Белогорье», Белгород) — также: серебряный призёр ЧМ 2002;
- Косарев, Александр Борисович (1977; «Локомотив-Белогорье», Белгород) — также: серебряный призёр ЧМ 2002;
- Хтей, Тарас Юрьевич (1982; «Динамо», Москва) — также: серебряный призёр ЧМ 2002.

### 2006
Звание присвоено 7 чемпионкам мира 2006 года (остальные 5 звание уже имели):
- Акулова, Марина Сергеевна (1985; «Самородок», Хабаровск);
- Бородакова, Мария Владимировна (1986; «Динамо», Москва);
- Брунцева, Мария Вячеславовна (1980; «Стинол», Липецк);
- Житова, Ольга Игоревна (1983; «Динамо», Московская обл.);
- Крючкова, Светлана Валентиновна (1985; «Стинол», Липецк);
- Куликова, Наталья Сергеевна (1982; «Самородок», Хабаровск);
- Меркулова, Юлия Викторовна (1984; «Заречье-Одинцово», Московская обл.).

### 2008
Звание присвоено 7 бронзовым призёрам Олимпийских игр 2008 года (остальные 5 звание уже имели):
- Бережко, Юрий Викторович (1984; «Динамо», Москва) — также: серебряный призёр КМ 2007;
- Волков, Александр Александрович (1985; «Динамо», Москва) — также: серебряный призёр КМ 2007;
- Гранкин, Сергей Юрьевич (1985; «Динамо», Москва) — также: серебряный призёр КМ 2007;
- Корнеев, Александр Владимирович (1980; «Динамо», Москва) — также: серебряный призёр КМ 2007;
- Михайлов, Максим Михайлович (1988; «Ярославич», Ярославль);
- Остапенко, Алексей Александрович (1986; «Динамо», Москва) — также: серебряный призёр КМ 2007;
- Полтавский, Семён Владимирович (1981; «Динамо», Москва) — также: серебряный призёр КМ 2007.

### 2010
29 ноября
Из 14 чемпионок мира 2010 года звание получили 5 волейболисток, 5 уже имели звание; не получили звание 4 волейболистки (Екатерина Кабешова, Елена Константинова, Вера Улякина и Ольга Фатеева).
- Гончарова, Наталья Олеговна (1989; «Динамо», Москва);
- Кошелева, Татьяна Сергеевна (1988; «Динамо-Казань»);
- Махно, Леся Анатольевна (1981; «Динамо», Москва);
- Перепёлкина, Мария Николаевна (1984; «Динамо», Москва);
- Старцева, Евгения Александровна (1989; «Динамо», Краснодар).

После присвоения звания ЗМС футболистам сборной России за четвертьфинал ЧМ 2018 года Екатерина Гамова в посте в Instagram, раскритиковав это решение, написала:

Мне жаль, что звание ЗМС обесценивают! За наш золотой ЧМ-2010 не все игроки нашей команды получили ЗМС, списали на то, что они игроки не основного состава… Но мы же команда!!!

Этот пост вызвал широкую дискуссию в спортивных СМИ — см.

### 2012
4 мая
- Апаликов, Николай Сергеевич (1982) — победитель КМ и Мировой лиги 2011, серебряный призёр ЧЕ 2005.

20 августа
Звание присвоено олимпийским чемпионам 2012 года (5):
- Бутько, Александр Анатольевич (1986)
- Ильиных, Дмитрий Сергеевич (1987)
- Мусэрский, Дмитрий Александрович (1988)
- Обмочаев, Алексей Александрович (1989)
- Соколов, Александр Сергеевич (1982)

## Пляжный волейбол

### 2019
20 ноября
Звание присвоено чемпионам мира 2019 года:
- Красильников, Вячеслав Борисович (1991; Ямало-Ненецкий АО) — также: серебряный призёр ЧЕ 2016, бронзовый призёр ЧМ 2017.
- Стояновский, Олег Владиславович (1996; Ямало-Ненецкий АО)